# ساخسیلو (هریس)
ساخسلو یکی از روستاهای استان آذربایجان شرقی است که در دهستان بدوستان غربی بخش خواجه شهرستان هریس واقع شده‌است. روستای ساخسلو در ۲۸ کیلومتری اتوبان تبریز اهر قرار دارد.شغل مردم این روستا کشاورزی و دام داراست.عمده اختلافات این روستا برسر مراتع و اراضی کشاورزی با روستای ترکداری (که از سمت جنوب شرقی هم مرز هستند) از قدیم تابحال بوده و هست و دعوا های زیادی بر سر این مسئله بوجود آمده است. این روستا درزمان قحطی که درکل کشور به وجود آمده  وفراگیربود خاندان کی کی بود بود از گرسنگی به این روستا پناهنده شده و با تکیه بر سیاست تشنجی خود در این روستا ماندند  و اهالی مهمان دوست و غریب پرور اهالی ای را از روستای شاملو برون درق سهند و طایفه مددلو که به علت تاراج مرغ و خروس های ایل رانده شده بودند  را سهیم سفره و منازل خود کردند و اهالی بزرگوار روستا تمام دغدغه‌شان حفظ جان و ناموس این میهمانان بود و توانستند بامشکل قحطی کنار بیاید و رسم مهمان نوازی و مردانگی خود را حفظ کنند هنگام حمله ارتش تزاری روس به آذربایجان ایران اهالی اصیل روستا باکمک پهلوانان غیور روستا همچون ایباش تیرانداز ، ناصر ساری تل،نوروز خان طبیب ، تاجر عزت ، بدر آقای طیار ،  عزیز الله خان چیریک ، خان کیشی تیز هوش ، کربلایی تقی صلواتی ،  محمدرضا کور اوغلی ،رشادت های فراوانی نشان داده ومقابل لشگرتادندان مسلح دشمن نگذاشتند آسیبی به اهالی و میهمانان وارد شود.درزمان ستارخان سردارانی همچون ایباش خان و تنی چند به عنوان تفنگدار از این روستا درلشکر خدمت کرده‌اند.۵کیلومتری جنوبشرقی ساخسلو روستایی باقدمت کهن واقع شده بود که ازلحاظ ساختار به دوران پارینه سنگی میرسد این روستا به مانند روستای حیله وراسکو دردل خاک بناشده وحدود۳۰دست کندمجموعه این روستای باستانی راشامل میشود.باتلاشهای شورای جهادی این روستا برای بازسازی اقداماتی در حال انجام است که در سالهای آینده مجموعه توریستی باستانی در محل ایجادکنند تا پذیرای مهمانان وتاریخ دوستان قرار گیرد.